# دينا بونيفي
دينا بونيفي هي ممثلة فلبينية، ولدت في 27 يناير 1961 في مدينة كيزون في الفلبين.

## وصلات خارجية
- دينا بونيفي على موقع IMDb (الإنجليزية)
- دينا بونيفي على موقع ألو سيني (الفرنسية)
- دينا بونيفي على موقع ميوزك برينز (الإنجليزية)
- دينا بونيفي على موقع أول موفي (الإنجليزية)
- دينا بونيفي على موقع قاعدة بيانات الفيلم (الإنجليزية)
- دينا بونيفي على موقع كينوبويسك (الروسية)